# Ólína Guðbjörg Viðarsdóttir
Ólína Guðbjörg Viðarsdóttir (16 de noviembre de 1982) es una  futbolista islandesa que juega como defensa y exmiembro de la selección nacional de fútbol de Islandia.

## Trayectoria en clubes
De 2009 a 2012, Ólína jugó en el KIF Örebro DFF de Suecia. En enero de 2013 fichó por el Chelsea Ladies de la FA WSL inglesa. Regresó a Islandia a principios de julio y fichó por el Valur. En noviembre de 2014 firmó por el Fylkir.
En noviembre de 2016, Ólína fichó por el KR Reykjavik. Se perdió la mayor parte de la temporada 2017 de la Úrvalsdeild debido a una conmoción cerebral que sufrió en el segundo partido de la temporada.

## Trayectoria en la selección nacional
Ólína formó parte de la Selección Nacional de fútbol de Islandia y compitió en el Campeonato Femenino de la UEFA en 2009 y 2013. Se retiró del fútbol internacional en 2014.
Ólína formó parte de la selección nacional de Islandia y compitió en el Campeonato Femenino de la UEFA en 2009 y 2013 . Se retiró del fútbol internacional en 2014. 

## Vida personal
En junio de 2012, Ólína y su pareja Edda Garðarsdóttir tuvieron su primer hijo, cuando ella (Ólína) dio a luz a una niña.

## Logros
- Dos veces campeona de Islandia
- Tres veces ganadora de la copa de Islandia